# Болезнь Мачадо-Джозефа
Болезнь Мачадо-Джозефа ( СЦА З — спиноцеребеллярная атаксия III типа (Spinocerebellar ataxia 3), азорская болезнь, азорская атаксия ) — наследственная (генетическая ) болезнь. Симптоматика множественная - обусловленная спиноцеребеллярная атаксия, клинически представленная полиморфными сочетаниями мозжечкового синдрома с проявлениями вторичного паркинсонизма, гиперкинезами, пирамидными расстройствами в виде спастических параличей и офтальмоплегии, амиотрофиями. Заболевание в настоящее время  считается неизлечимым, поскольку никакого эффективного способа лечения, направленного на остановку дегенеративных процессов при данной патологии, пока разработать не удалось. Лечение направлено исключительно на снятие симптомов и улучшение качества жизни больного.

## История изучения
Болезнь Мачадо-Джозефа впервые была описана в 1972 году в США у потомков Уильяма Мачадо (William Machado), иммигранта, уроженца Азорских островов. Другая группа исследователей в 1976 году сообщила об аналогичном наследственном неврологическом двигательном расстройстве в еще нескольких семьях, также происходивших с Азорских островов. Последующие исследования выявили случаи данной генетической патологии в самых разных частях мира. До установления точной генетической природы болезни спиноцеребеллярная атаксия III типа и болезнь Мачадо-Джозефа считались разными болезнями. Однако после того как было обнаружено, что наследственная атаксия в европейских семьях, известная как СЦА З, вызывается одной и той же мутацией гена, было признано, что СЦА З и болезнь Мачадо-Джозефа являются одним и тем же заболеванием. Ввиду этого в настоящее время эти названия употребляются как синонимы.

## Классификация
В рамках современной международной классификации заболеваний болезнь Мачадо-Джозефа классифицируется как СЦА З — спиноцеребеллярная атаксия III типа.

## Название и синонимы
Данное заболевание, вопреки обычной практике называть патологии именами исследователей-первооткрывателей, было названо болезнью Джозефа – Мачадо по фамилиям семей, у которых она была обнаружена. Из-за первоначального ошибочного предположения, что заболевание первоначально возникло у жителей Азорских островов и оттуда распространилось по всему миру, оно иногда называется «азорская болезнь» или «азорская атаксия». В медицинской литературе чаще всего используется название «спиноцеребеллярная атаксия 3-го типа» (Spinocerebellar ataxia 3).

## Патофизиология
В ходе ДНК-исследований было установлено, что главными причинами болезни выступает мутация генов, передаваемая по наследству аутосомно-доминантным путем. Исследователям удалось выяснить, что заболевание имеет наследственный характер. Оказалось, что в 14 хромосоме наблюдаются отклонения от нормы, которые сводятся к экспансии комбинации «цитозин-аденин-гуанин». Количество повторов триплета ЦАГ у больных очень сильно различается, при этом в среднем показатели держатся в диапазоне от 62 до 84, тогда как в норме эта цифра не должна быть выше 37, обычно от 13 до 41. Чем выше данный показатель, тем раньше у человека возникает болезнь Мачадо-Джозефа.
Одной из областей в стволе мозга, поражаемых болезнью, является варолиев мост. Также поражается полосатое тело (область мозга, связанная с равновесием и движением), что может объяснить обе основные двигательные проблемы, вызванные болезнь Мачадо-Джозефа: сжатие и скручивание конечности и резкие, нерегулярные движения.
В экзоне 10 ген содержит длинные нерегулярные повторы CAG, производящие мутировавший белок, называемый атаксин-3. В пораженных клетках этот белок накапливается и собирает внутриядерные включения. Предполагается, что эти нерастворимые агрегаты мешают нормальной активности ядра и вызывают дегенерацию и гибель клетки.

## Распространение
На сегодняшний день болезнь Мачадо-Джозефа, будучи довольно редкой, распространена по всему миру. Самая высокая распространенность этого патологического состояния наблюдается на населённом аборигенами австралийском острове Грут-Айленд, где в настоящее время 5% населения имеют симптомы или находятся в группе риска, за ним следует азорский остров Флориш, где данная патология диагностирована примерно у 1 из 140 человек. На Азорских островах центрами распространения данной болезни являются острова Сан-Мигел и Флориш. Случаи болезни Мачадо-Джозефа также были диагностированы у жителей США, Бразилии, Японии, Индии, Европы, Китая, Канады, Австралии, в том числе среди аборигенного населения Северной территории. В настоящее время она является наиболее встречаемой формой наследственной мозжечковой атаксии.

## Частота
Согласно недавним систематическим обзорам, болезнь Мачадо-Джозефа наблюдается у 100 из 100 000 человек.

## Наследственность
Болезнь Мачадо-Джозефа наследуется по аутосомно-доминантному типу, что означает, что у пораженного человека есть один аллель, вызывающий данное заболевание (аллель — это половина пары генов, расположенных в одном и том же положении на хромосомах человека), и один нормальный аллель, так что родитель или родительница может передать любой из них следующему поколению. В результате ребенок, родившийся от пораженного родителя, имеет 50-процентную вероятность унаследовать аллель, вызывающий данную болезнь. Если ребенок унаследует ген, вызывающий заболевание, у него или у нее в конечном итоге неизбежно разовьются симптомы заболевания. Но ребенок, не получивший больной аллель, не заболеет болезнью Мачадо-Джозефа и не сможет передать его следующему поколению.

## Симптомы
Симптомами болезни Мачадо-Джозефа являются дефицит памяти, спастичность, затруднение речи и глотания, слабость в руках и ногах, неуклюжесть, частое мочеиспускание и непроизвольные движения глаз. Симптомы могут начаться в возрасте от 10 до 70 лет и со временем усиливаться. В конечном итоге данная патология приводит к параличу, но интеллектуальные способности больного обычно сохраняются.

## Диагностика
Диагностируется на основании тщательного изучения клинических проявлений у пациента и его родственников, генеалогического анализа, выявления при исследовании ДНК превышающего норму количества копий триплета ЦАГ. Также для диагностики используется проведение КТ и МРТ пациента. Характерны большая вариабельность времени начала (от 10 до 70 лет) и полиморфность клинических симптомов, обусловленная мультисистемным поражением церебральных и спинальных структур.

## Клинические варианты болезни
В зависимости от комбинации основных клинических синдромов выделяют 5 вариантов заболевания, обозначаемые как I, II, III, IV и V типы, из которых наиболее часто встречаются первые три типа, а последние два являются крайне редкими. Полиморфизм проявлений болезни влечет за собой определенные затруднения в диагностике данного заболевания, которая может быть правильно осуществлена только в тесном сотрудничестве специалистов в области неврологии и генетики.

### Болезнь Мачадо-Джозефа I тип
Тип I поражает приблизительно 13% людей с данной патологией и проявляется в возрасте от 10 до 30 лет. Обычно он быстро прогрессирует, при этом у пациентов наблюдается сильная ригидность и дистония.

### Болезнь Мачадо-Джозефа II тип
Тип II является наиболее распространенным вариантом (подтипом), поражающим приблизительно 57% людей при болезни Мачадо-Джозефа, и симптомы обычно начинают проявляться в возрасте от 20 до 50 лет. Он имеет промежуточную скорость прогрессирования и вызывает симптомы, которые включают атаксию и спастичность, наряду с другими признаками верхних двигательных нейронов, такими как увеличенные глубокие сухожильные рефлексы.

### Болезнь Мачадо-Джозефа III тип
Тип III встречается примерно у 30% пациентов с болезнью Мачадо-Джозефа. Относительно медленно прогрессирует, симптомы обычно возникают в возрасте от 40 до 70 лет. Симптомы включают мышечные подергивания и судороги, неприятные ощущения, такие как онемение, покалывание и боль в ступнях и руках, а также атрофию мышц конечностей. Почти все пациенты испытывают ухудшение зрения, проявляющееся в виде нечеткости зрения, двоения в глазах, неспособности контролировать движения глаз и/или потери способности различать цвета. Некоторые пациенты также испытывают симптомы болезни Паркинсона.

### Болезнь Мачадо-Джозефа IV тип
Редко встречающийся тип IV характеризуется симптомами болезни Паркинсона, которые особенно хорошо поддаются лечению леводопой.

### Болезнь Мачадо-Джозефа V тип
Редко встречающийся тип V, по-видимому, напоминает наследственную спастическую параплегию; однако необходимы дополнительные исследования, чтобы сделать вывод о связи между типом V и наследственной спастической параплегией.

## Лечение
Эффективной терапии пока не разработано. Лечение проводится симптоматическое.

## Прогноз
Болезнь Мачадо-Джозефа является прогрессирующим заболеванием, что означает, что состояние больного со временем постепенно ухудшается. Примерно через 15 лет после появления начальных симптомов больному потребуется инвалидное кресло, а средняя продолжительность жизни после начала болезни составляет 21 год. Прогноз неблагоприятный, зависит от варианта болезни и заканчивается смертью пациента. Согласно статистическим данным, после выявления заболевания у пациента до его гибели проходит от 10 до 20 лет. Ожидаемая продолжительность жизни заболевшего варьирует от 35 лет для людей с наиболее тяжелыми формами MJD с ранним началом до почти нормальной продолжительности жизни для людей с легкими формами и поздним началом. Причиной смерти тех, кто умирает рано от этой болезни, часто является аспирационная пневмония.

## Профилактика
Профилактика состоит в проведении медико-генетического консультирования и пренатальной диагностики в отягощенных наследственностью семьях с целью недопущения рождения ребенка, имеющего данную генетическую мутацию.